# Elisa de Gortari
Elisa de Gortari  (Ciudad de México, 1988) es una escritora trans mexicana de diversos géneros como novelas, cuentos y poesía.
Estudió Lengua y Literatura Hispánicas en la Universidad Autónoma de México. Es escritora, editora y colaboradora en medios como Letras Libres, Nexos, Proceso, Revista de la Universidad de México y Gatopardo. 

## Obras
- 2015 ,Los suburbios, Editorial Cuneta.
- 2017, Himnos, Paraíso Perdido.
- 2022, Código Konami (poesía), Editorial Provincianos.
- 2024, Todo lo que amamos y dejamos atrás, Alfaguara.

### Ensayo y divulgación
- 2024, Los nuevos dados de Dios: ¿cómo unir la cuántica y la relatividad?, Revista de la Universidad de México.

## Estilo
Sus obras exploran temas como la memoria, la identidad, el amor y la pérdida, entrelazados con elementos de ciencia ficción y reflexión social. Su narrativa busca conmover no solo por el contenido, sino por la forma y sensibilidad con que aborda sus personajes y sus mundos.    